# 藤井勝志
藤井 勝志（ふじい かつし、1915年4月13日 - 1996年1月25日）は、日本の政治家。叙正三位勲一等旭日大綬章。
井原市名誉市民。労働大臣、大蔵政務次官などを務めた。

## 経歴
岡山県井原市出身。興譲館中学、第一高等学校を経て、東京帝国大学（現在の東京大学）法学部卒業。東大法学部では、矢部貞治に師事。その後岡山に戻り政治活動に入る。岡山県議会議員を経て、1960年の第29回衆議院議員総選挙に立候補し初当選。連続当選9回。自由民主党三木派に所属した。1965年、第1次佐藤第1次改造内閣で大蔵政務次官に就任。1977年、福田改造内閣の労働大臣に就任。村田吉隆を労働大臣秘書官に登用する。1986年、政界を引退し、勲一等旭日大綬章を受章した。
ほかに、自由民主党総務会長代理、衆議院大蔵委員会理事、衆議院決算委員会委員、通産政務次官、興譲館理事、興譲館校友会長、井笠鉄道監査役、協同民主党岡山県支部書記長、岡山県アンゴラ兎農業協同組合、自由民主党外交調査会長などの要職を歴任した。
衆議院議員時代は、同じ選挙区に加藤六月や橋本龍太郎らがおり、苦戦することもあったが、地盤は磐石だった。
藤井の引退後、1990年に娘婿の村田を岡山2区から衆院選に出馬させた。このとき、藤井自身の引退からすでに4年が経過していたこと、当時リクルート事件で自民党に逆風が吹いていたこと、さらに当時まだ橋本や加藤が現役だったことなど、当選は厳しいと見られていたが、無所属で立候補したことが功を奏し村田は当選を果たした。その後引退まで村田は連続当選を果たしている。
労相在任時、温泉の持つ健康効果に着目し、中高年労働者の健康管理のための温泉地活用を策定し、シルバーヘルスプランにつなげた。
岡山県議会議長を務めた肥田璋三郎、同副議長を務めた河本勉、杉本渡は元秘書。
引退直前、自民党の外交調査会長を務めていたが、憲法改正論議に際しては、改憲に慎重な立場を表明していた。

## 親族
- 村田吉隆（元大蔵官僚、第71代国家公安委員会委員長）- 娘婿

## 関連人物
- 長野士郎